# Hôtel Cottin de Melleville
Pour les articles homonymes, voir Melleville (homonymie).
Pour l’article ayant un titre homophone, voir Melville.
L'hôtel Cottin de Melleville est un hôtel particulier bâti au XVIIIe siècle, situé au no 1 de la rue Tournefort à Nantes, en France. L'immeuble a été inscrit au titre des monuments historiques en 1954.

## Historique
Le bâtiment est inscrit au titre des monuments historiques par arrêté du 19 mars 1954.